# جاك غريفان
جاك غريفان (بالفرنسية: Jacques Grévin)‏ ـ (حوالي 1539 ـ نوفمبر 1570) هو طبيب وكاتب مسرحي فرنسي.

## حياته
دَرّس غريفان الطب بجامعة باريس، وكان من تلاميذ رونسار، الذي امتدح أشعار غريفان، غير أن الاختلاف الديني لم يلبث أن فرق بينهما. كان غريفان عضوًا في جمعية من كتاب المسرح الذين سعوا لإدخال الدراما الكلاسيكية إلى فرنسا. وقد عُين في سنة 1561 طبيبًا ومستشارًا لمارغريت دي سافوي، وتوفي في بلاطها في تورينو سنة 1570.

## من أعماله
- لا موبيرتين (بالفرنسية: La Maubertine)‏: وهي أولى مسرحياته، وقد فُقدت جميع نسخها.
- أمينة الصندوق (بالفرنسية: La Trésorière)‏: وهي كوميديا، وُضعت بطلب من الملك هنري الثاني لتُعرض في الاحتفال بزواج كلود، دوقة اللورين، وعُرضت للمرة الأولى في كلية بوفيه سنة 1558.
- يوليوس قيصر (بالفرنسية: Jules César)‏ وهي تراجيديا كتبها سنة 1560.

كما كانت له أيضًا قصائد متفرقة وبعض الكتابات الطبية.

## روابط خارجية
- جاك غريفان على موقع الموسوعة البريطانية (الإنجليزية)
- جاك غريفان على موقع إن إن دي بي (الإنجليزية)